# Mahaoya Division
Mahaoya Division är en division i Sri Lanka.   Den ligger i distriktet Ampara District och provinsen Östprovinsen, i den centrala delen av landet, 180 km öster om huvudstaden Colombo. Antalet invånare är 20 715.